# Đại bàng Bateleur
Đại bàng Bateleur, tên khoa học Terathopius ecaudatus, là một loài đại bàng cỡ trung bình thuộc chi Tarathopius, phân họ Circaetinae và nó cũng là thành viên duy nhất của chi này. Loài đại bàng này được cho là hình mẫu của đá chạm khắc chim Zimbabwe, biểu tượng của Zimbabwe.
Do mất môi trường sống, cùng việc ô nhiễm do sử dụng thuốc trừ sâu khiến loài đại bàng này đã bị đặt ở mức gần bị đe dọa của sách đỏ IUCN

## Phân bố
Đại bàng Bateleur phân bố trên một khu vực rộng tới 28 triệu km², chủ yếu ở vùng thảo nguyên cận Sahara, châu Phi và một số ít sống ở bán đảo Ả Rập. Ước tính hiện nay có khoảng 10.000 - 100.000 cá thể.
Đại bàng bateleur thường sống trong hoang mạc, thảo nguyên, đồng bằng ven biển và bán sa mạc. Chúng không sống trong khu vực rừng thấp hoặc vùng đất ngập nước, nhưng có thể được nhìn thấy trong những khu vực này khi tìm kiếm thức ăn. Chúng được tìm thấy ở các khu vực có độ cao từ 0-4,500 m trên mực nước biển, nhưng thường xuyên dưới 3.000 m.

## Miêu tả
Đại bàng Bateleur trưởng thành có chiều cao khoảng 55 – 70 cm, sải cánh là 175 – 187 cm, nặng khoảng 1,8-2,9 kg. Đây là một loài đại bàng có khá nhiều màu sắc khác nhau và có một cái đuôi ngắn. Cá thể đực có màu đen đặc trưng, hai cánh và vai màu xám, gáy và đuôi màu hạt dẻ còn mặt, mỏ và chân của chúng lại có màu đỏ. Còn cá thể cái thì có màu xám nhiều hơn so với màu lông đen chủ yếu của con đực. Con non có bộ lông màu nâu đỏ trên đầu và phần dưới, còn phần lưng là màu nâu sẫm. Bàn chân có màu hồng nhạt, mặt màu xám xanh và đôi mắt màu nâu.
Đại bàng dành phần lớn thời gian trong ngày để bay, chúng có thể bay 320 km mỗi ngày với tốc độ lên đến 80 km/h).

## Thức ăn
Đại bàng Bateleur là loài ăn cả xác chết và động vật sống. Con mồi sống là loài động vật nhỏ như thỏ rừng, nhím chuột, động vật gặm nhấm (bao gồm chuột nhắt, chuột cống, sóc), chim (như chim bồ câu, chim mỏ sừng, và thậm chí cả chim ăn thịt khác), các loài bò sát (cả thằn lằn và rắn, thậm chí rắn độc), ếch nhái, côn trùng và cá. Trong khi ăn, chúng tiết ra dịch muối dạng chất lỏng để hỗ trợ khả năng hấp thụ.
Đại bàng Bateleur săn tìm con mồi bằng cách bay ở độ cao thấp, khoảng 50 mét so với mặt đất. Thời gian bay tìm mồi khoảng 8-9 giờ mỗi ngày trong một phạm vi lên đến 200 km². Chúng cũng tìm kiếm xác chết trong khi bay, kể cả những động vật bị chết bởi giao thông. Chúng được biết cũng tìm đến các đám cháy và bắt các con mồi bị chết cháy hoặc đang cố gắng trốn thoát.

## Sinh sản
Đại bàng Bateleur có lối sống một vợ một chồng. Cả chim trống và mái cùng xây tổ, thường là trên một cây cao, và nơi này được tái sử dụng trong nhiều năm. Tổ chim có đường kính rộng 45–100 cm và sâu 25–100 cm, thường được xây trên một nhánh cây có tán lá bên trên, cách 7-25 mét so với mặt đất.
Con cái đẻ một quả trứng duy nhất màu trắng phấn vào mùa khô, và trứng được ấp bởi cả chim bố lẫn chim mẹ (chủ yếu là chim mẹ) trong 52-59 ngày. Chim bố mẹ cũng thay phiên nhau chăm sóc và bảo vệ con cái. Chim non hoàn toàn độc lập và có thể rời tổ khi được 4 tháng tuổi. Thời gian nuôi con non từ 93-194 ngày. Chúng trưởng thành đầy đủ sau 5-6 năm.

## Hình ảnh

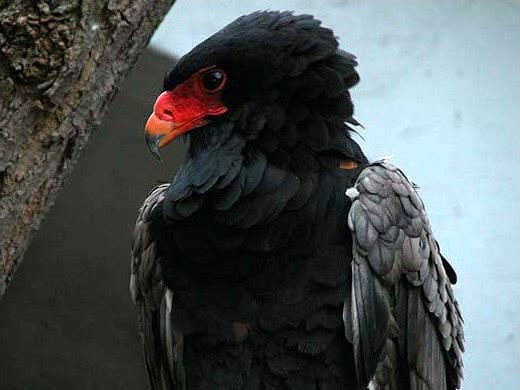
Cá thể trưởng thành
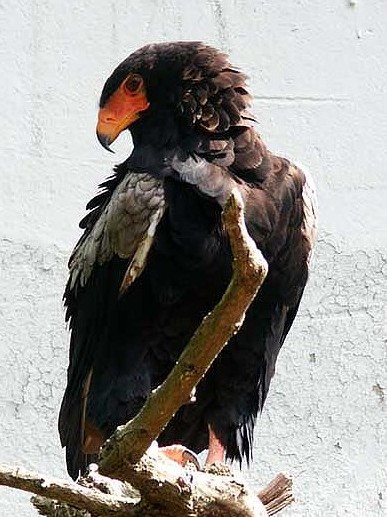
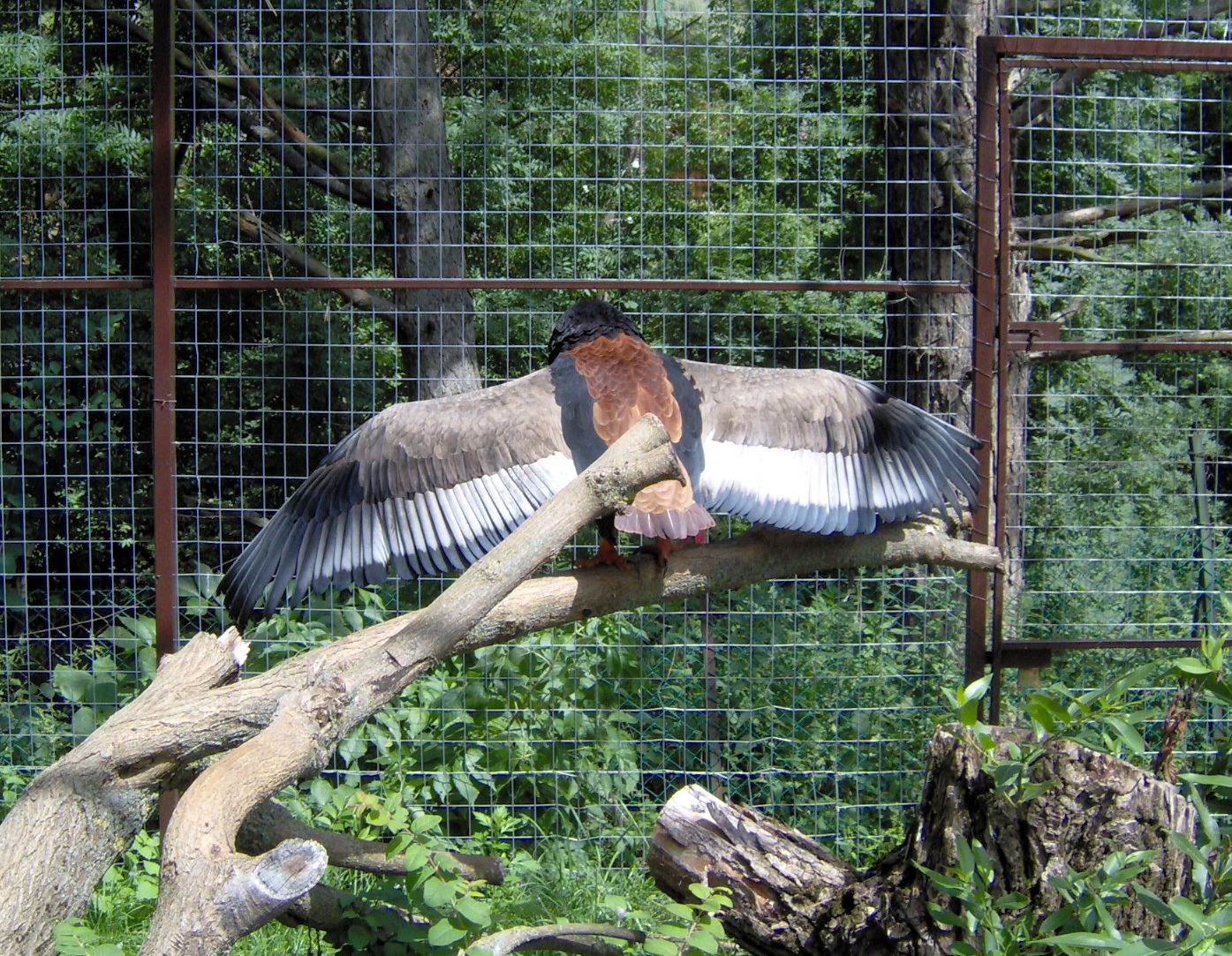
Một con đại bàng Beteleur trong sở thú
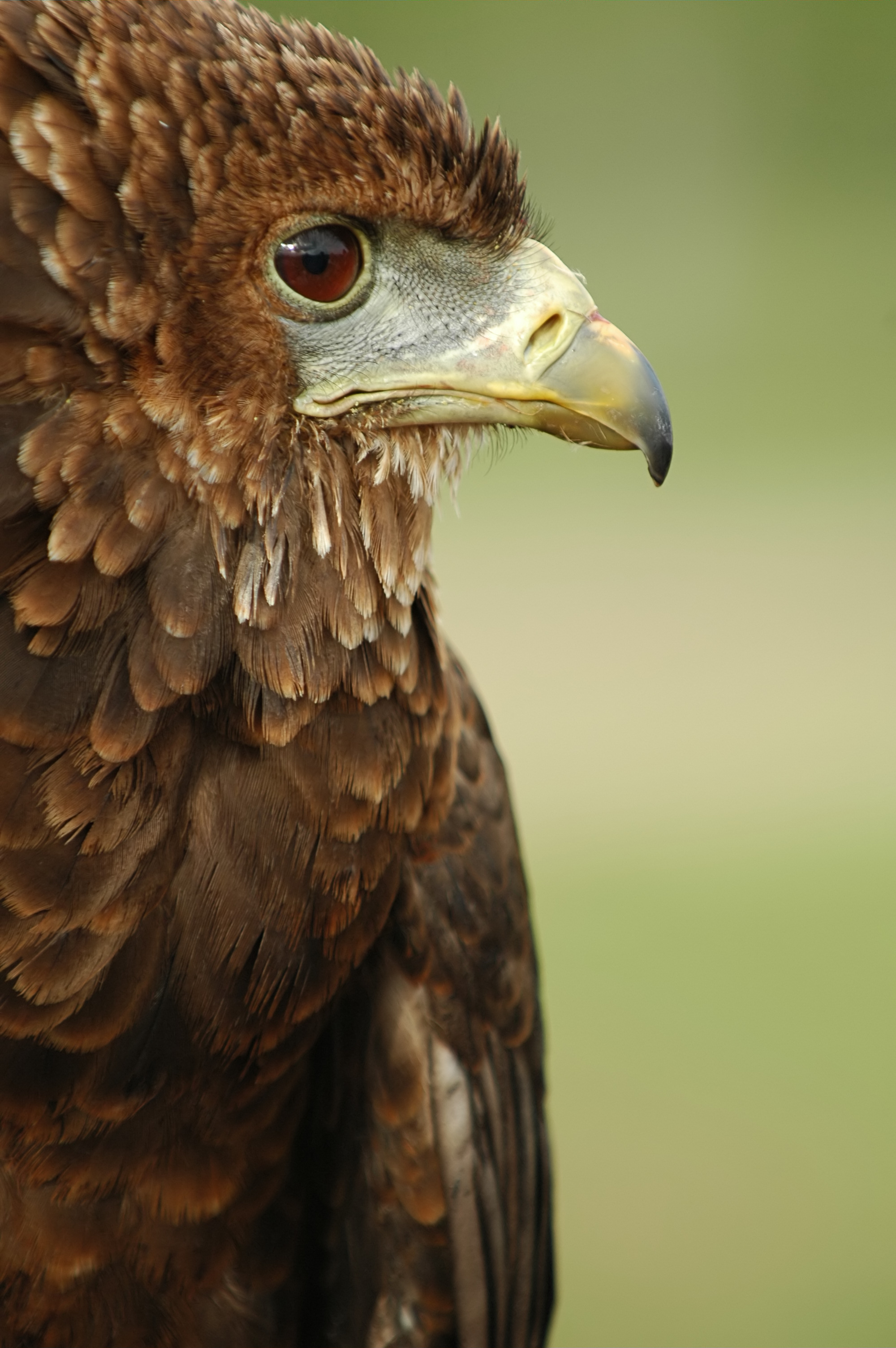
Một con chưa trưởng thành
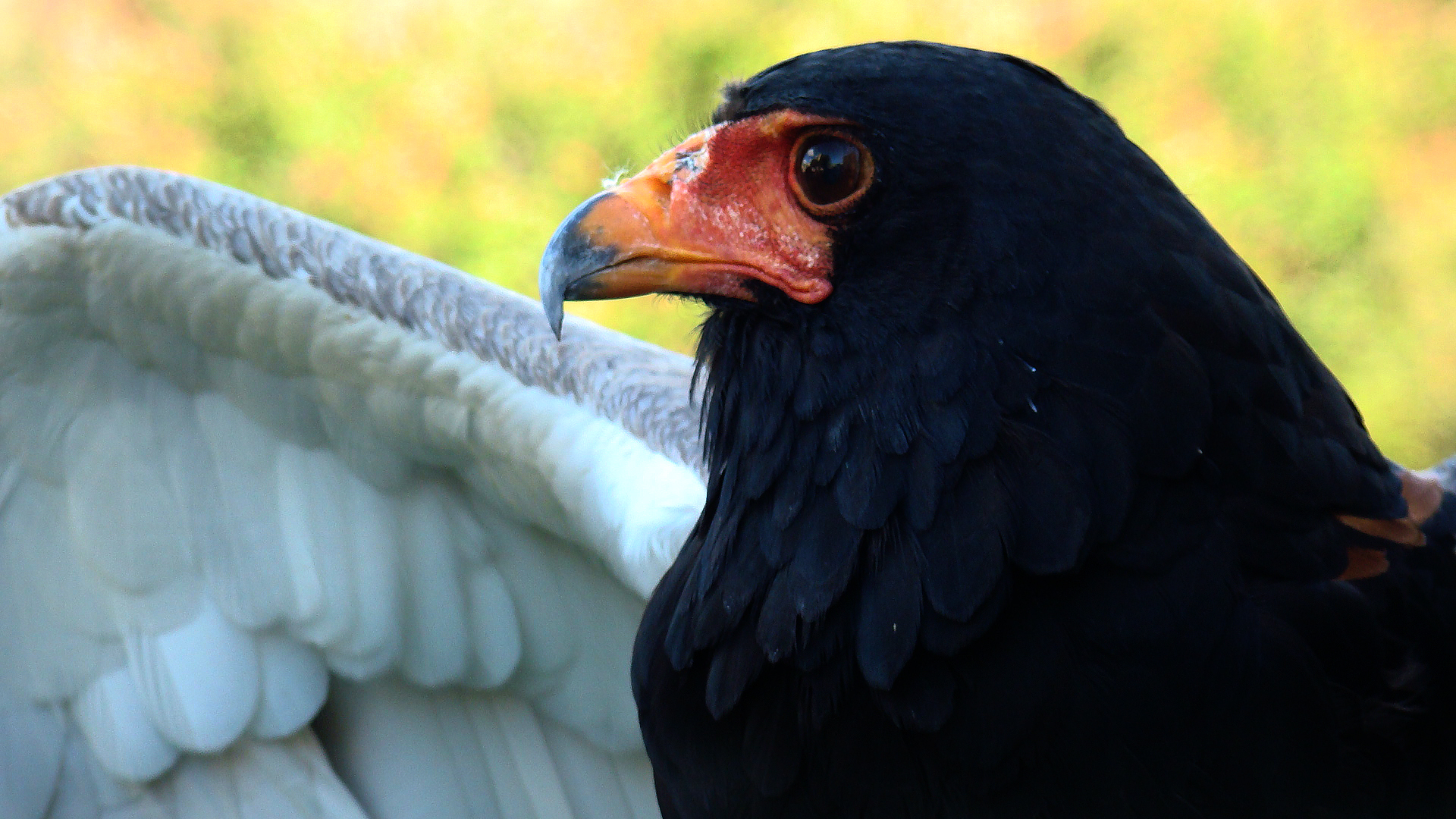
Một con đại bàng cái ở Texas
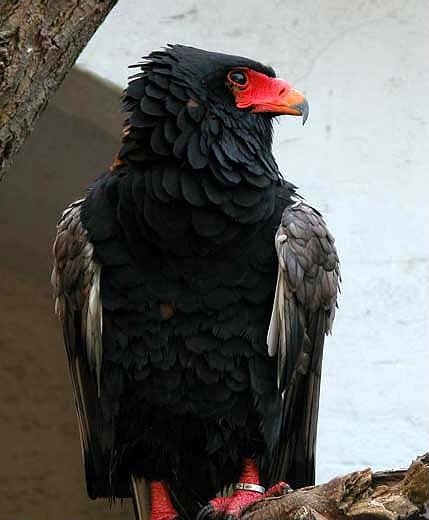
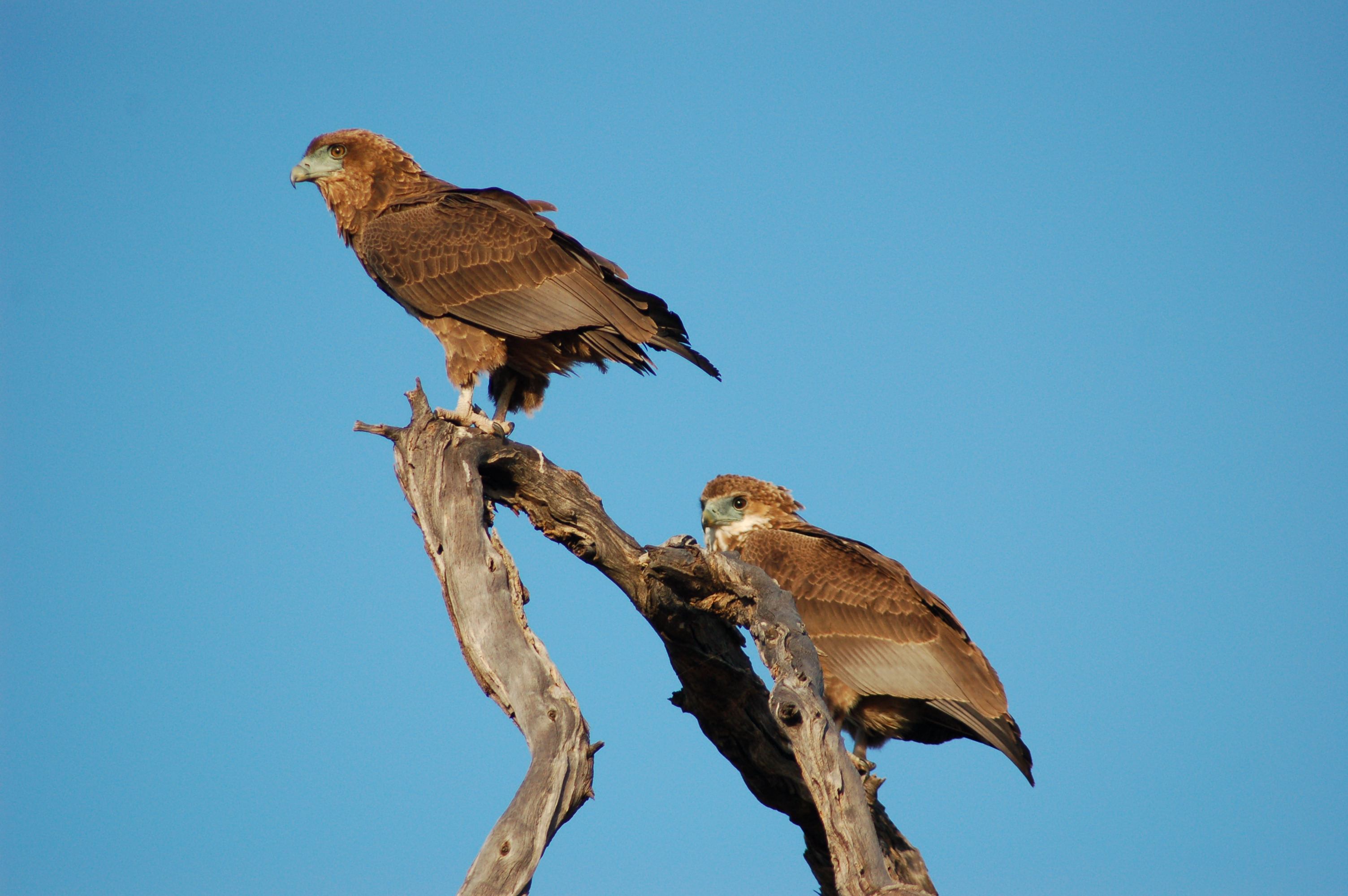